# Zola Predosa
Zola Predosa is een gemeente in de metropolitane stad Bologna, en in de Italiaanse regio Emilia-Romagna. De gemeente telt 16,446 inwoners. 31-12-2004

## Geografie
De gemeente ligt op ongeveer 74 meter boven zeeniveau.
Zola Predosa grenst aan de volgende gemeenten:Anzola dell'Emilia, Bologna, Casalecchio di Reno, Crespellano, Monte San Pietro, Sasso Marconi

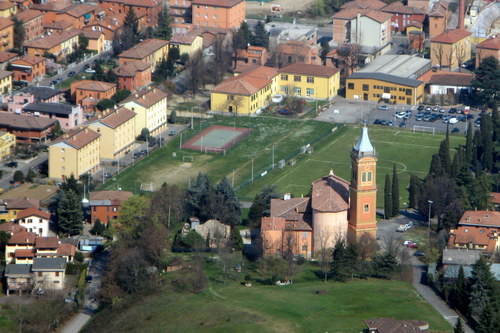

Alto Reno Terme · Anzola dell'Emilia · Argelato · Baricella · Bentivoglio · Bologna · Borgo Tossignano · Budrio · Calderara di Reno · Camugnano · Casalecchio di Reno · Casalfiumanese · Castel Guelfo di Bologna · Castel Maggiore · Castel San Pietro Terme · Castel d'Aiano · Castel del Rio · Castel di Casio · Castello d'Argile · Castenaso · Castiglione dei Pepoli · Crevalcore · Dozza · Fontanelice · Gaggio Montano · Galliera · Granarolo dell'Emilia · Grizzana Morandi · Imola · Lizzano in Belvedere · Loiano · Malalbergo · Marzabotto · Medicina · Minerbio · Molinella · Monghidoro · Monte San Pietro · Monterenzio · Monzuno · Mordano · Ozzano dell'Emilia · Pianoro · Pieve di Cento · Sala Bolognese · San Benedetto Val di Sambro · San Giorgio di Piano · San Giovanni in Persiceto · San Lazzaro di Savena · San Pietro in Casale · Sant'Agata Bolognese · Sasso Marconi · Valsamoggia · Vergato · Zola Predosa
- Library of Congress Control Number: n88258319
- MusicBrainz: f711cb2c-e628-4d18-a845-8cae0f5f9eec
- Nationale Bibliotheek van Israël: 987007564910305171
- Virtual International Authority File: 144360831

1. ↑  https://demo.istat.it/?l=it.